# Tarsius
Tarsius (Storr, 1780) è un genere di piccoli primati

## Descrizione
Si tratta di animali lunghi una quindicina di centimetri, ai quali si sommano i 20–25 cm della coda. Le mani sono molto grandi, con dita lunghe in alcuni casi quanto l'intero braccio e dai polpastrelli rigonfi: l'indice ed il medio delle mani posteriori possiedono unghie utilizzate per il grooming, per espletare il quale essi non hanno tuttavia il pettine dentale tipico degli strepsirrini.
Hanno tutti ossa del tarso molto allungate, da cui il nome, e grandi occhi da animale notturno, i quali, tuttavia, mancano del tipico tapetum lucidum delle creature della notte.
Il cervello dei tarsi presenta differenze nell'arrangiamento sinaptico fra gli occhi ed il corpo genicolato laterale rispetto agli altri primati.

## Biologia
Sono animali arboricoli con abitudini notturne.
La loro dieta è prevalentemente insettivora, ma all'occorrenza non disdegnano catturare piccoli vertebrati, serpenti o rubano i nidi d'uccello.

## Tassonomia
La posizione filogenetica dei tarsi fra i primati è stata sempre posta in discussione e nel corso degli anni essi sono stati posti prima fra le proscimmie, in seguito nel sottordine monofiletico degli Haplorrhini.
Il genere Tarsius comprende le seguenti specie:
- Tarsius dentatus Miller and Hollister, 1921 - tarsio di Diana
- Tarsius fuscus Fischer, 1804 - tarsio marrone
- Tarsius lariang Merker and Groves, 2006 - tarsio di Lariang
- Tarsius pelengensis Sody, 1949 - tarsio di Peleng
- Tarsius pumilus Miller and Hollister, 1921 - tarsio pigmeo
- Tarsius sangirensis Meyer, 1897 - tarsio di Sangihe
- Tarsius tarsier (Erxleben, 1777) - tarsio spettro o maki folletto
- Tarsius tumpara Shekelle et al., 2008 - tarsio dell'Isola di Siau o tarsio sorridente
- Tarsius wallacei Merker et al., 2010 - tarsio di Wallace

Altre due specie in precedenza assegnate a questo genere sono state segregate in generi a sé stanti::
- Tarsius bancanus (tarsio malese) =Cephalopachus bancanus
- Tarsius syrichta (tarsio delle Filippine) = Carlito syrichta

## Distribuzione e habitat
Il genere è diffuso nelle isole della Sonda (Sud-est asiatico)  e nelle Filippine.

## Storia, arte e cultura
La poetessa premio Nobel Wisława Szymborska ha dedicato un suo componimento al tarsio.
Nella serie animata Vita da giungla: alla riscossa! la mente della Squadra della giungla è un tarsio di nome Gilbert.